# Currie Cup 1992
La Currie Cup de 1992 fue la quincuagésima cuarta edición del principal torneo de rugby provincial de Sudáfrica.
El campeón fue el equipo de Natal quienes obtuvieron su segundo campeonato.

## Clasificación
| Pos. | Equipo             | Encuentros | Encuentros | Encuentros | Encuentros | Tantos | Tantos | Tantos | Puntos |
| Pos. | Equipo             | PJ         | PG         | PE         | PP         | F      | C      | Dif    | Puntos |
| ---- | ------------------ | ---------- | ---------- | ---------- | ---------- | ------ | ------ | ------ | ------ |
| 1.º  | Natal              | 10         | 8          | 1          | 1          | 246    | 175    | +71    | 17     |
| 2.º  | Transvaal          | 10         | 6          | 2          | 2          | 373    | 267    | +106   | 14     |
| 3.º  | Northern Transvaal | 10         | 5          | 0          | 5          | 242    | 218    | +24    | 10     |
| 4.º  | Western Province   | 10         | 4          | 0          | 6          | 205    | 280    | -75    | 8      |
| 5.º  | Free State         | 10         | 3          | 1          | 6          | 236    | 248    | -12    | 7      |
| 6.º  | Eastern Province   | 10         | 2          | 0          | 8          | 152    | 266    | -114   | 4      |

|  | Finalista. |

### Final
| 12 de septiembre | Transvaal | 13 - 14 | Natal | Ellis Park Stadium, Johannesburgo |  |

### Campeón
| Bandera de Sudáfrica |
| Campeón Natal        |
| Segundo título       |